# Fearne Cotton
Fearne Cotton, Wood da sposata (3 settembre 1981), è una conduttrice televisiva e conduttrice radiofonica britannica.

## Carriera
Ha condotto programmi televisivi molto popolari come Top of the Pops (2004-2006) e Red Nose Day - Telethon. Nel 2007 è diventata la voce femminile del Radio 1 Chart Show, insieme a Reggie Yates per due anni. 
Inoltre, dal settembre 2009 al maggio 2015, un programma radiofonico dal titolo Fearne Cotton sulla BBC Radio 1, ogni mattina nei weekend.
Nel 2007 ha condotto The Xtra Factor, uno spin-off di The X Factor su ITV2. Dal 2008 appare in Celebrity Juice. 

## Vita privata
Dal 2014 è sposata con Jesse Wood, musicista e membro del gruppo Reef, nonché figlio di Ronnie Wood dei Rolling Stones.